# 萬國津梁之鐘

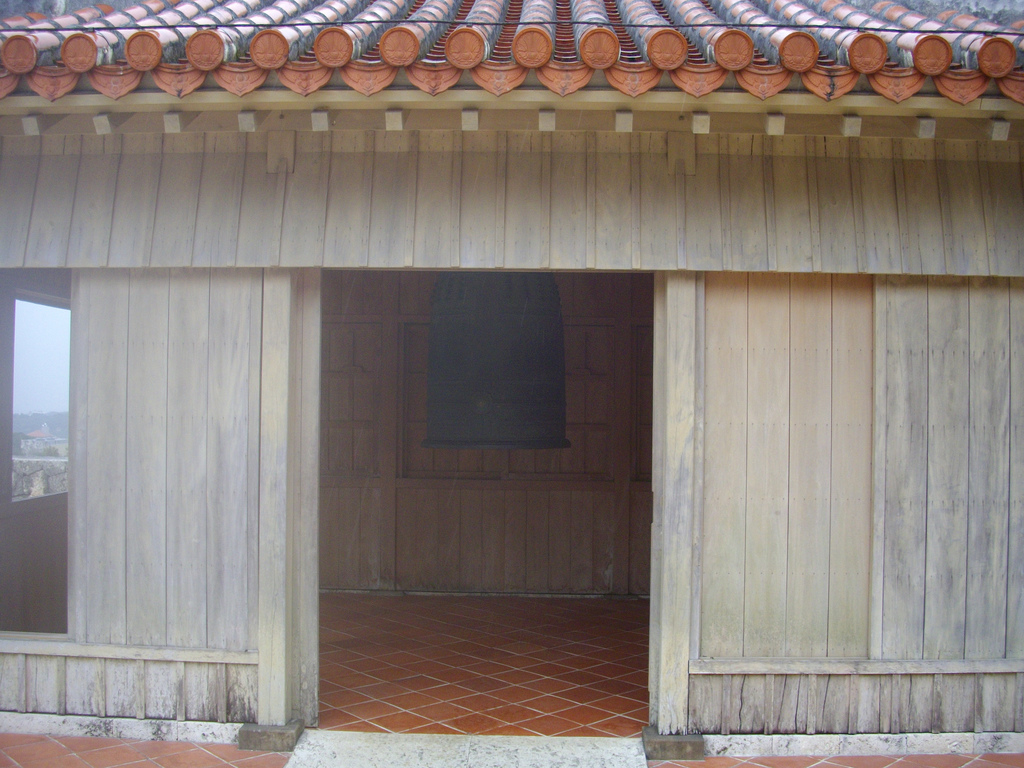
在首裡城重建的鐘閣與鐘的複製品。

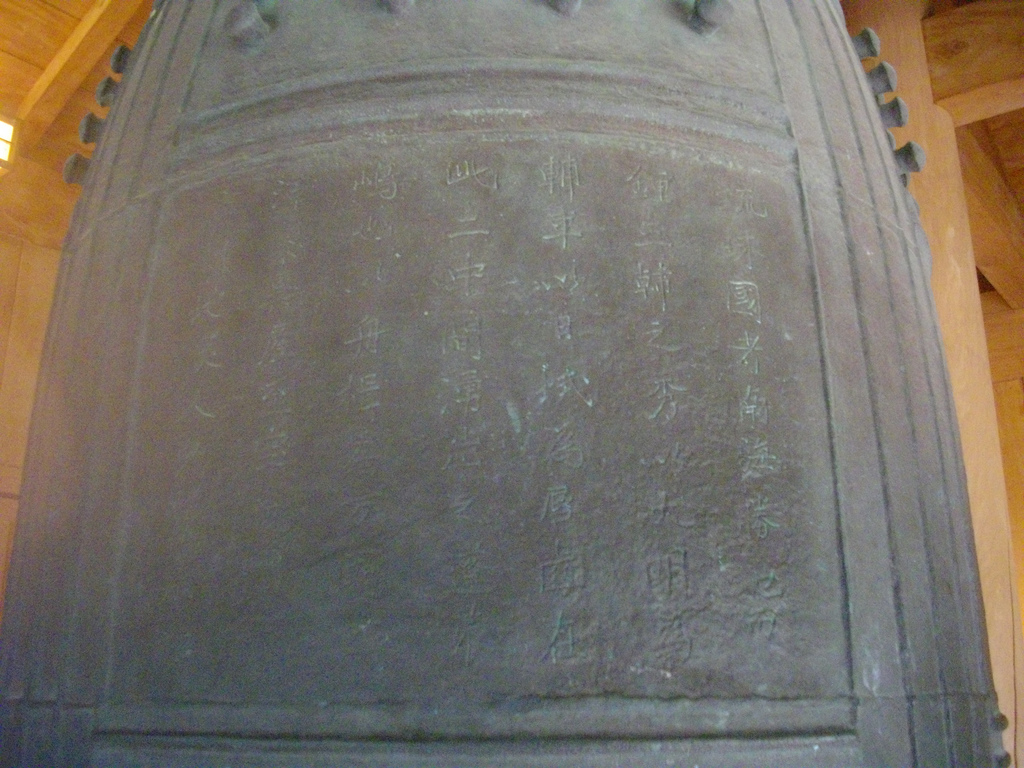
鐘的複製品與刻在其上的銘文。

萬國津梁之鐘（日语：／）是琉球國第一尚氏王朝時期鑄造的一口銅鐘。
萬國津梁之鐘於1458年鑄造，當時的琉球國是海上貿易的交通要道，因此十分興盛繁榮，號稱「萬國津梁」，「万国津梁」的意思是万个国家的桥梁，也就是世界的桥梁，这座桥梁指的就是这口古钟的主人琉球王国。尚泰久王鑄造這口銅鐘，懸於首里城正殿，其銘文充滿對琉球繁榮的溢美之詞。整口銅鐘高154.9釐米，直徑93.1釐米，重721千克。
首里城遺址在1945年沖繩島戰役中被炮火完全炸毀，萬國津梁之鐘卻奇跡般完整地保留了下來。但是鐘再也無法被敲響了。
1978年，萬國津梁之鐘被日本政府列為重要文化財，正式名稱為舊首里城正殿鐘，收藏於沖繩縣立博物館。而其複製品則被懸掛於重建後的首里城。

## 萬國津梁之鐘銘文
萬國津梁之鐘

琉球國者 南海勝地 而鍾三韓之秀 以大明為輔車 以日域為唇齒 在此二中間湧出之蓬萊島也 以舟楫為萬國之津梁 異産至寶 充滿十方刹 地靈人物 遠扇和夏之仁風 故吾王大世主 庚寅慶生 尚泰久 茲承宝位 於高天 育蒼生 於厚地 為興隆三寶 報酬四恩 新鋳巨鐘 以就本州中山國王殿前掛 着之 定憲章於三代之後 戢文武於百王之前 下濟三界群生 上祝萬歲寶位 辱命相國住持溪隱安潛叟求銘 銘曰
須彌南畔 世界洪宏　吾王出現 濟苦衆生　截流玉象 吼月華鯨　泛溢四海 震梵音聲　覺長夜夢 輸感天誠　堯風永扇 舜日益明

戊寅六月十九日辛亥
大工藤原國善

住相国溪隱叟誌之

## 腳註
1. ↑  Bankoku shinryō no kane. Okinawa Daihyakka Archive.today的存檔，存档日期2013-01-11 (沖縄大百科). Urumax. Accessed 5 September 2009.
2. ↑  Kadekawa, Manabu (ed.). Okinawa Chanpurū Jiten (沖縄チャンプルー事典, "Okinawa Champloo Encyclopedia"). Tokyo: Yamakei Publishers. p199.
3. ↑  "Bankoku Shiryō no kane." Okinawa konpakuto jiten (沖縄コンパクト事典, "Okinawa Compact Encyclopedia"). Ryukyu Shimpo （页面存档备份，存于） (琉球新報). 1 March 2003. Accessed 14 April 2009.
4. ↑   的存檔，存档日期2011-09-27.